# Collisione aerea di Anapa
La collisione in volo di Anapa del 1976 fu la collisione del volo Aeroflot 7957 (un Antonov An-24RV) e del volo Aeroflot C-31 (uno Yakovlev Yak-40) il 9 settembre 1976, al largo della costa di Anapa in Unione Sovietica. Tutte le 70 persone a bordo dei due velivoli persero la vita nell'incidente. La causa principale dell'incidente è stata identificata in un errore del controllore del traffico aereo; data la notevole profondità delle acque in cui cadde gli investigatori non poterono mai recuperare la fusoliera dello Yak-40.

## Velivoli coinvolti

### Antonov An-24RV
Il volo Aeroflot 7957 era operato da un Antonov An-24 registrato come CCCP-46518 con a bordo 47 passeggeri e 5 membri dell'equipaggio. L'aereo venne costruito a Kiev volando per la prima volta nel 1973. Al momento dell'incidente l'aereo aveva sostenuto un totale di 6.107 ore di volo e 4.626 cicli di pressurizzazione.

#### Equipaggio
Dei cinque membri dell'equipaggio a bordo, quello in cabina di pilotaggio era composto da:
- Comandante Michail Michajlovič Gutanov
- Primo Ufficiale Anatolij Antonovič Buryj
- Ingegnere di volo Vladimir Aleksandrovič Pimenov
- Navigatore Sergej Leonidovič Artem'ev

### Yakovlev Yak-40
Il volo Aeroflot C-31 era uno Yakovlev Yak-40 registrato come CCCP-87772 con a bordo 14 passeggeri e 4 membri dell'equipaggio. L'aereo venne costruito nel 1970 presso lo stabilimento aeronautico di Saratov e poco dopo trasferito all'Aeroflot. Al momento dell'incidente il velivolo aveva sostenuto 6.842 ore di volo e 7.174 cicli di pressurizzazione.

#### Equipaggio
L'equipaggio della cabina di pilotaggio dello Yak-40 era composto da:
- Comandante Anatolij Semenovič Ledenev
- Primo Ufficiale Vladimir Jakovlevič Gapon
- Ingegnere di volo Kevor Kasparovič Sanduljan

## Dettagli sull'incidente
Lo Yakovlev Yak-40 partì dall'aeroporto di Rostov sul Don alle 12:47 ora di Mosca, proseguendo sulla rotta per Kerč. Il controllore del traffico aereo responsabile della sezione occidentale di Krasnodar aveva lavorato per più di sei ore alle 13:30:44, l'ora in cui lo Yak-40 entrò nel suo settore dello spazio aereo mentre si trovava a un'altitudine di 5.700 metri. Dopo aver ricevuto conferma dal controllore, lo Yak-40 continuò la traiettoria di volo e riferì di aver superato il Non-directional beacon di Novodmitrievskaja alle 13:34 rimanendo a un'altitudine di 5.700 metri. Dopo aver superato quel punto, il volo avrebbe dovuto diminuire l'altitudine in base al piano di volo, ma il controllore era impegnato a gestire altri voli, quindi lasciò che lo Yak-40 continuasse la sua traiettoria di volo fino alla parte della rotta che collegava Gelenjik a Kerč a 5.700 metri di altezza. Alle 13:43 il volo C-31 riferì di aver superato Gelendžik e dichiarò che la sua altitudine era di 5.700 metri, a cui il controllore rispose concedendogli il permesso di procedere con il sorvolo di Anapa, ma ancora una volta si dimenticò di ordinare ai piloti di cambiare altitudine.
L'Antonov An-24, volo 7975, partì dall'aeroporto di Donec'k alle 12:56 diretto a Soči. Alle 13:32 l'equipaggio riferì di essere entrato nella sezione ovest di Krasnodar sulla tratta Primorsko-Achtyrskij a un'altitudine di 5.700 metri, la stessa altitudine dello Yak-40 nella stessa sezione di spazio aereo. Il controllore rispose permettendo all'An-24 di procedere verso Anapa mantenendo l'altitudine attuale, quindi diede il permesso di proseguire per Džubga senza cambiare altitudine.
Alle 13:51:05 ora di Mosca, l'An-24 e lo Yak-40 si scontrarono in aria a un'altitudine di 5.700 metri, l'uno tagliando la sezione di coda dell'altro e viceversa. Entrambi gli aerei si distrussero a mezz'aria e i loro resti caddero nel Mar Nero. Morirono tutte le 70 persone a bordo dei due velivoli. Il relitto dell'An-24 e la sezione di coda dello Yak-40 furono trovati nel Mar Nero a una profondità di 500-600 metri (1.600-2.000 piedi). La maggior parte dei morti dell'An-24 vennero recuperati dall'acqua, ma non trovarono i corpi dello Yak-40 né recuperarono il resto della sua fusoliera.

## La causa
La causa dell'incidente è stata determinata principalmente dalle comunicazioni radio e di terra. Venne descritta come una violazione delle regole per il mantenimento della separazione tra gli aeromobili da parte del controllore del traffico aereo. Le cause secondarie dell'incidente furono l'incapacità di entrambi gli equipaggi di rimanere sufficientemente vigili e la mancanza di un'adeguata analisi della situazione che portò all'incidente.